# بنو شجاع
بنو شجاع قبيلة عربية ترجع أصولها من اليمن وتتواجد في اماكن متفرقة في عمران وإب وتعز ومأرب ويعود نسبهم إلى عبدالرحمن بن عوف رضي الله عنه، وكانت لهم إسهامات كبيرة  منذ القدم حيث يقال انهم شاركوا في  معركة الخندق.